# Нам здесь не место
«Нам здесь не место» (англ. We Don't Belong Here) — американский драматический фильм 2017 года режиссёра Пира Педерсена. Главные роли в фильме сыграли Кэтрин Кинер, Антон Ельчин, Кейтлин Дивер, Майя Рудольф, Райли Кио, Энни Старк, Молли Шеннон. Фильм был выпущен 4 апреля 2017 года компанией Сони Пикчерз Энтертейнмент.

## Сюжет
Фильм "Нам здесь не место" (англ. We Don't Belong Here) рассказывает о жизни одной американской семьи. Нэнси Грин одна растит четырёх проблемных детей, двое из которых психически не здоровы. Нэнси Грин находится в постоянной депрессии, но в еще большее отчаяние она впадает после исчезновения сына.

## В ролях
- Кэтрин Кинер в роли Нэнси Грин[2]
- Кейтлин Дивер в роли Лили Грин[3], младшая дочь Нэнси
- Антон Ельчин в роли Максвелла Грин, сын Нэнси Грин
- Райли Кио в роли Элизы Грин, дочь Нэнси
- Энни Старк в роли Мэделин Грин, старшая дочь Нэнси Грин
- Молли Шеннон в роли Деборы
- Джастин Чэтвин в роли Томаса
- Остин Абрамс в роли Дэйви
- Дебра Муни в роли бабушки
- Майя Рудольф в роли Джоанн[4]
- Кэри Элвес в роли Фрэнка Харпера[5]
- Мишель Хёрд в роли Тани
- Сара Рамос в роли Джилл
- Марк Фамиглетти в роли мужчины в грузовике.